# Hannelore Kohl
Hannelore Kohl, właśc. Johanna Klara Eleonore Kohl z domu Renner (ur. 7 marca 1933 w Berlinie, zm. 5 lipca 2001 w Ludwigshafen am Rhein) – niemiecka tłumaczka, pierwsza żona kanclerza Niemiec Helmuta Kohla. 

## Życiorys

### Młodość
Hannelore Kohl urodziła się w 1933 roku dzielnicy Berlina – Schönebergu jako jedyne dziecko inżyniera firmy zbrojeniowej HASAG, wyróżnionego tytułem Wehrwirtschaftsführera Wilhelma Rennera (1890–1952), oraz jego żony Irene Merling (1897–1980). Rodzina przeniosła się w tym samym roku do Lipska, gdzie od 1939 roku Hannelore uczęszczała do szkoły powszechnej, a jesienią 1943 roku zdała egzamin wstępny do renomowanej Gaudigschule w dzielnicy Lipska - Gohlis. Po alianckim nalocie na Lipsk w grudniu 1943 roku wraz z matką została ewakuowana najpierw do Grimmy, a później do Döbeln, gdzie ukończyła szkołę średnią. 
W czasie zimy 1944/1945 Hannelore pracowała jako pielęgniarka na dworcu w Döbeln, gdzie trafiali ranni z frontu wschodniego oraz ludność ewakuowana ze wschodnich miast Rzeszy. Pomagała przy grzebaniu zwłok, zmienianiu opatrunków i przy zaopatrzeniu uchodźców. W ostatnich dniach wojny została wielokrotnie zgwałcona przez sowieckich żołnierzy i według jej słów: „jak worek cementu” wyrzucona przez okno. Doznała trwałego uszkodzenia kręgosłupa. 

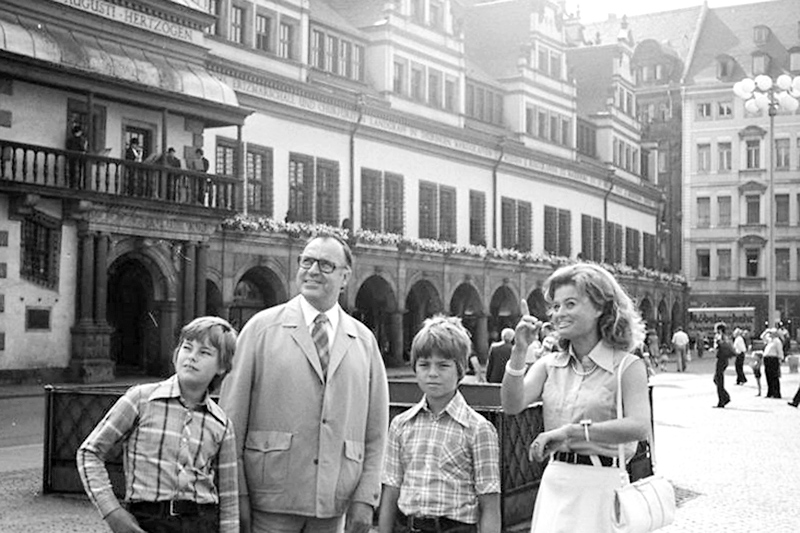
Hannelore Kohl z mężem i synami podczas wizyty w Lipsku (1975)

Na początku maja 1945 z matką udała się do Lipska, gdzie spotkały się z ojcem. W nalocie wojskowym aliantów na Lipsk w 1945 roku jej rodzinny dom został całkowicie zniszczony. Kiedy oddziały amerykańskie wycofały się z zachodniej Saksonii i Turyngii, by zrobić miejsce oddziałom radzieckim, rodzina uciekła do Mutterstadt w Palatynacie, gdzie mieszkali rodzice ojca. Początkowo rodzina mieszkała w pralni, później wielokrotnie przeprowadzała się.
Imię Hannelore jest zbitką imion Johanna i Eleonore.
Hannelore Kohl zdała maturę w 1951 roku. W tym samym roku rozpoczęła studia językoznawcze na Uniwersytecie Jana Gutenberga w Germersheim. Z powodu przedwczesnej śmierci ojca w 1952 roku, musiała przerwać jednak studia z powodów ekonomicznych. Rozpoczęła następnie kształcenie w kierunku sekretarki specjalizującej się w dziedzinie języków obcych (niem. Fremdsprachensekretärin). Biegle opanowała język francuski i angielski. Po rezygnacji ze studiów, znalazła pracę w wydawnictwie Kohlhammer Verlag, a następnie od 1953 do 1960 jako asystent handlowy w przedsiębiorstwie chemicznym BASF z siedzibą w Ludwigshafen am Rhein.

### Małżeństwo z Helmutem Kohlem
27 czerwca 1960 poślubiła Helmuta Kohla, którego poznała 12 lat wcześniej na zabawie szkolnej w Ludwigshafen. Para doczekała się dwóch synów – Waltera (ur. 1963) i Petera (ur. 1965). 

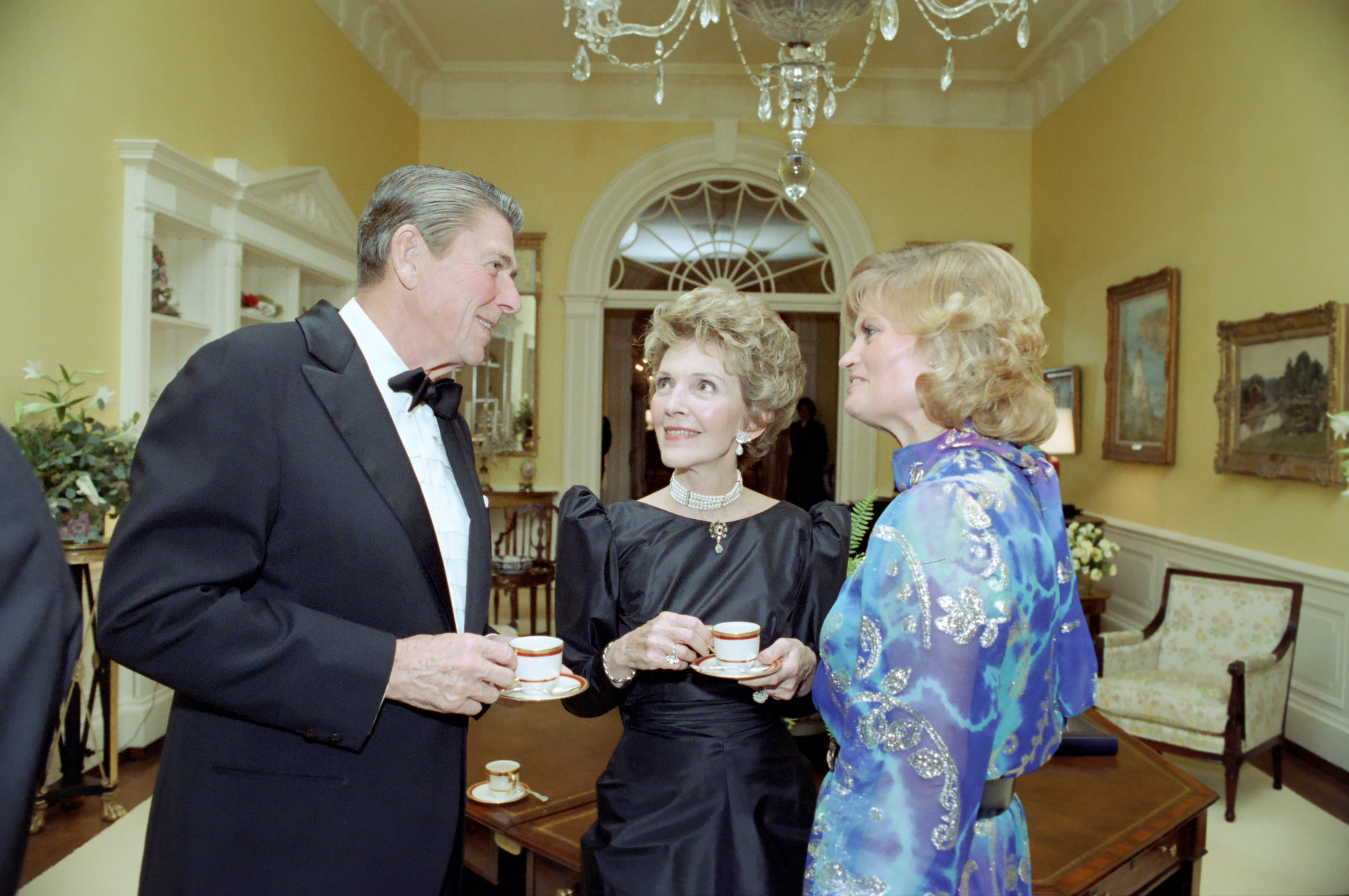
Hannelore Kohl wraz z Ronaldem Reaganem i jego żoną Nancy podczas wizyty w Waszyngtonie (1982)

Podczas sprawowania funkcji premiera Nadrenii-Palatynatu, a następnie kanclerza przez Helmuta Kohla, Hannelore towarzyszyła mu w wizytach krajowych i zagranicznych. Swoje umiejętności językowe z powodzeniem wykorzystywała w czasie oficjalnych spotkań z przywódcami innych państw świata. Udzielała się społecznie, wspierając szereg organizacji społecznych i fundacji. W 1983 roku powołała fundację – Kuratorium ZNS, zajmującą się pomocą ofiarom wypadków, zmagających się z uszkodzeniami centralnego układu nerwowego oraz rehabilitacją osób z urazami czaszko-mózgowymi. Nazwa fundacji w 2005 roku została przemianowana na ZNS – Hannelore Kohl Stiftung. Z jej inicjatywy fizyk i pionier przemysłu komputerowego Heinz Nixdorf wdrożył w niemieckich klinikach pierwsze programy umożliwiające pacjentom z urazem mózgu, komunikację z otoczeniem z wykorzystaniem komputera. Od 1993 fundacja przyznaje stypendia dla młodych naukowców w dziedzinie rehabilitacji neurologicznej. 
Hannelore Kohl otrzymała tytuł doktora honoris causa Uniwersytetu w Greifswaldzie oraz Złoty Medal Niemieckiego Towarzystwa Chirurgii Urazowej.

### Ostatnie lata i śmierć

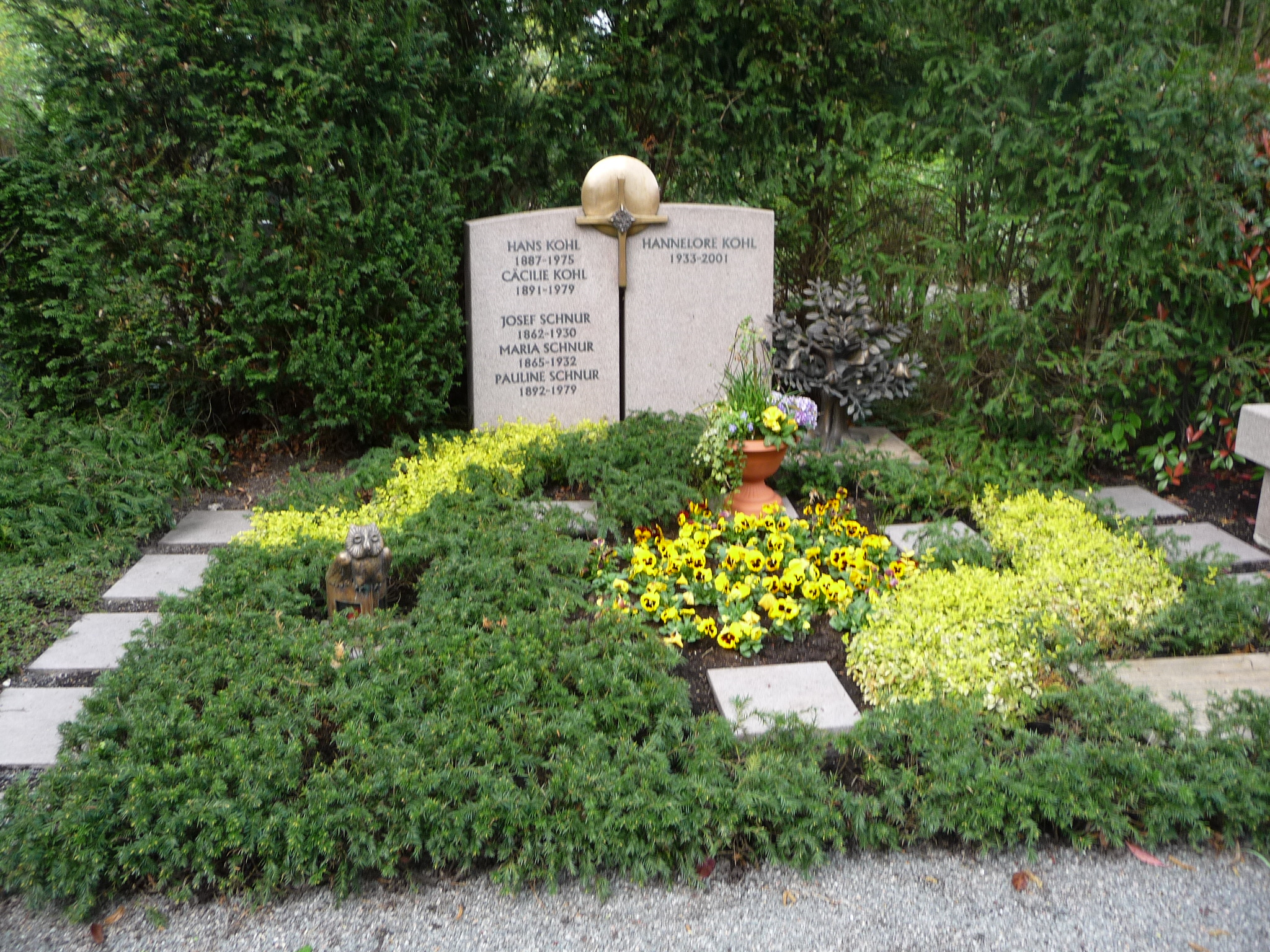
Grób Hannelore Kohl na cmentarzu w Ludwigshafen (2014)

W wydanym w marcu 2001 oświadczeniu przyznała, że od 1993 roku cierpi na alergię świetlną (fotodermatozę), spowodowaną prawdopodobnie przez wcześniejsze leczenie penicyliną. W związku z aferą finansową w CDU, na czele której stał Helmut Kohl próbowano wciągnąć ją w krąg zamieszanych w nią osób, dodatkowo w 2000 roku jej samej zarzucono sprzeniewierzenie pieniędzy prowadzonej przez nią fundacji, co jednak nigdy nie zostało potwierdzone. Nagonka medialna oraz informacja lekarzy o braku perspektyw leczenia spowodowały pogorszenie się jej stanu zdrowia, prawie nie opuszczała domu, nie wzięła także udziału w ślubie syna Petera, który odbył się w Stambule 28 maja 2001.  
5 lipca 2001, podczas nieobecności męża w ich domu w Ludwigshafen am Rhein, popełniła samobójstwo, zażywając nadmierną dawkę leków nasennych. Mężowi i synom zostawiła list pożegnalny. 
Uroczystości pogrzebowe z licznym udziałem mieszkańców odbyły się w obrządku katolickim w katedrze w Spirze. Następnie Hannelore Kohl została pochowana w grobie rodzinnym na cmentarzu w dzielnicy Ludwigshafen-Friesenheim, gdzie pochowani są również jej teściowie. 
Na pamiątkę Hannelore Kohl, miasto Ludwigshafen nazwało nadreńską promenadę jej imieniem.

## Odznaczenia
- Wielki Krzyż Zasługi Orderu Zasługi Republiki Federalnej Niemiec (1999)[20]
- Order Zasługi Nadrenii-Palatynatu (1988)[20]
- Order Zasługi Meklemburgii-Pomorza Przedniego (2020)[21]

## Publikacje
- Hannelore Kohl: Kulinarische Reise durch deutsche Lande. wyd. Zabert Sandmann, Monachium, 1999, ISBN 3-924678-87-1 (książka kucharska).
- Hannelore Kohl: Was Journalisten „anrichten”. wyd. Pfälzische Verlagsanstalt, Landau, 1986, ISBN 3-87629-098-8 (z tekstami Helmuta Kohla).